# Klekí-petra
Klekí-petra (v originále Klekih-petra) je postava z Mayových románů o Vinnetouovi, kde byl označován jako bílý otec Apačů. Zřejmě byl inspirován historickou osobností Álvara Núñeze Cabeza de Vaca, který pobýval mnoho let mezi Apači a sousedními kmeny v 16. století jako léčitel i učitel, hlásající lásku k bližnímu a odmítající tehdy běžné rasové předsudky vůči indiánům.
Klekí-petra pocházel z Německa (ze Saska z německé strany Krušných hor), kde byl vysokoškolským učitelem. Pod vlivem jeho radikálních názorů zosnovali někteří jeho studenti spiknutí, které bylo odhaleno a studenti byli uvězněni (viz březnová revoluce). Klekí-petra uprchl před odpovědností do Ameriky. Na lodi utrpěl úraz, který jej doživotně poznamenal - stal se z něho hrbáč. Později chtěl dokonce spáchat sebevraždu, ale seznámil se naštěstí s jedním duchovním, pod jehož vlivem se rozhodl, že své špatné skutky odčiní tím, že půjde šířit vzdělání mezi Indiány. Brzy se stal mezi Apači tak oblíbený, že ho přijali do kmene a dali mu hrdý titul bílý otec. Klekí-petra byl vychovatelem a učitelem Vinnetoua i jeho sestry Nšo-či a jeho výchova byla založena na zdůrazňování křesťanské lásky k bližním.
Klekí-petra je představen na začátku prvního dílu románu Vinnetou (Winnetou, 1893), kdy se s ním seznámí mladý Old Shatterhand. Brzy na to byl Klekí-petra zavražděn opilcem Rattlerem, když skočil do rány určené Vinnetouovi. Umírající Klekí-petra vyjádřil přání, aby se Old Shatterhand s Vinnetouem spřátelili. Klekí-petrova smrt je důvodem následujícího útoku Apačů.
Postava Klekí-petry se dále v Mayových románech neobjevuje; český spisovatel Jaroslav Moravec, jeden ze zakladatelů pražského nakladatelství Toužimský a Moravec, vytvořil další příběhy s touto postavou ve své knize Klekí Petra, bílý otec Apačů z přelomu padesátých a šedesátých let (kterou ovšem komunistický režim povolil vydat až roku 1969).
Ve filmovém zpracování prvního dílu Vinnetoua (režie Harald Reinl) z roku 1963 hraje Klekí-petru jugoslávský herec Hrvoje Svob. Ve filmu však Klekí-petru nezavraždí Rattler (ten ve filmu vůbec nevystupuje), ale zloduch Santer.